# Teatro nero
Il teatro nero è un particolare tipo di spettacolo teatrale muto che si basa, principalmente, sull'illusione ottica.

## Storia
Questa forma teatrale è nata, probabilmente, in Cina In tempi antichi gli artisti cinesi utilizzavano il bagliore della candela per proiettare su un panno bianco le silhouette create dalle ombre.
Successivamente si trasferì in Giappone, intorno al settecento, e venne utilizzato dal burattinaio giapponese Uemura Bunrakuke e utilizzato all'interno dello spettacolo Buranku.
Nell'età moderna, il teatro nero nacque nei primi degli anni cinquanta, grazie all'artista d'avanguardia francese George Lafaille (considerato il padre del teatro nero), stesso periodo nel quale viene inventata la lampada ad ultravioletti (lampada di Wood).
Durante l'era Hippy, divenne un "must", una tendenza di moda tra quei giovani che erano alla ricerca di "nuovi colori" per rappresentare il loro ideale di Libertà.
Tra i primi gruppi che nacquero a Praga, è stato fondato dalla famiglia di Mr. Josef Lamka e la signora Hana Lamkova, nel 1959. Un anno dopo, Mr. Jiri Smec, uno dei membri del questo gruppo si distaccò e creò un altro personale gruppo di teatro.
Da non dimenticare sono i grandi nomi dello spettacolo, tra cui Konstantin Stanislavskij, che utilizzò questo genere nel suo spettacolo teatrale Blue Bird.
Questo genere di spettacoli è diventato una specialità a Praga, con circa una decina di compagnie teatrali. In Italia questa tecnica è invece una specialità del Teatro del Buratto di Milano nella variante del teatro su nero, che non prevede l'utilizzo di illuminazione ultravioletta, bensì un accurato impiego di luci di taglio opportunamente allineate e una adeguata preparazione fisica degli animatori che, interamente vestiti di velluto nero, si muovono nel buio animando oggetti e pupazzi che sembrano emergere dalla linea di luce.

## Caratteristiche

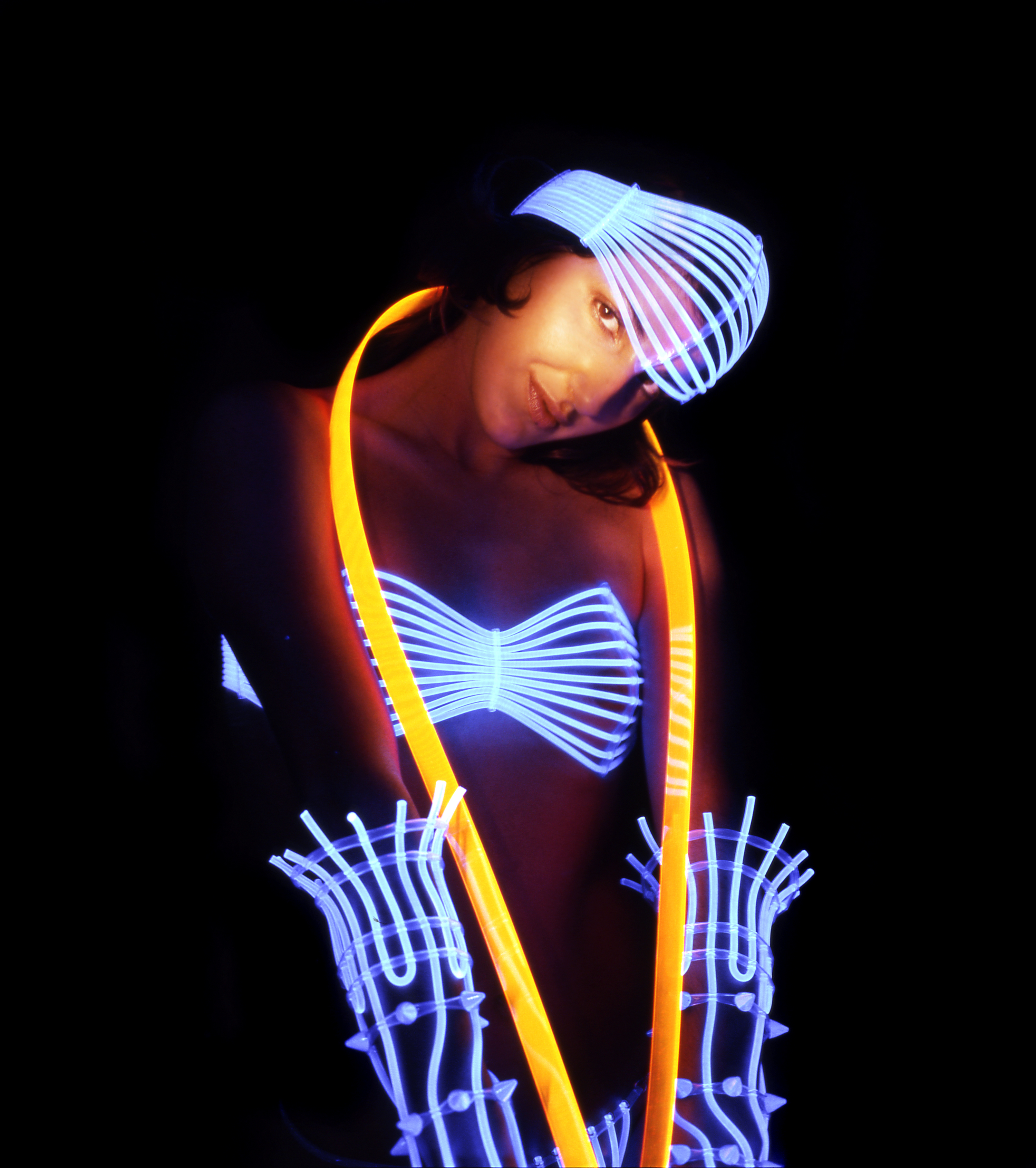
Costume fluorescente sotto i raggi UV, creato dall'artista Beo Beyond

Per realizzare questi spettacoli è necessaria una massiccia quantità di materiale nero, così come un'illuminazione ultravioletta, chiamata anche "Illuminazione nero" perché fornisce una fonte di luce "invisibile", in condizioni di oscuramento totale della sala. 
Tutto si basa sul principio dell'illusione ottica, dove l'occhio umano non distingue le figure dallo sfondo, entrambi neri.
Il secondo effetto ottico invece si basa su quegli oggetti e immagini fluorescenti presenti sulla scena, dove per effetto ottico appunto, sembrano aver luce propria, e quando vengono mossi sul palcoscenico dagli attori che si confondono con lo sfondo (quindi invisibili agli spettatori), sembrano fluttuare nell'aria donando allo spettacolo un velo di magia.

## Il teatro nero contemporaneo
Al giorno d'oggi persistono delle aziende di gruppi teatrali (Germania, Ucraina, Ungheria, Usa) che provano a portare in scena degli spettacoli simili a quelli di Praga. Anche la danza moderna è stata coinvolta in questi spettacoli.
Altro termine per designare questi spettacoli è Black Light Theatre.
Nell'era contemporanea sono stati fatti dei passi avanti sulla rappresentazione in scena, grazie all'utilizzo di nuove tecnologie e nuovi materiali. Questi meccanismi possono includere personaggi "volanti" e proiezioni video di grandi dimensioni.